# MOCOカメッ!
MOCOカメッ!（モコカメッ!）は、日産自動車（日産・モコ）の一社提供により、2007年10月から同年12月まで（計13回）、日本テレビ系列27局で放送されたミニ番組。番組での表記は『MOCO♡カメッ!』。

## 概要
「日産・モコ」と全国のおしゃれな女性を紹介する、NNN地方テレビ局27局と博報堂DYメディアパートナーズが番組構成を共有し、フォーマットを共同開発した番組である。
オープニングやエンディングの共通部分と内容のフォーマット以外、番組内容が各エリアごと異なるので、ブロックネット亜型といえる。各エリアの線引きは#ネット局参照。
スポットCMに片寄りがちであった地域での広告展開に対し、テレビ番組を活用した、さらにきめ細かいコミュニケーションをとることを放送目的としている。
クレジットは「企画：博報堂」「製作著作：（放映・制作した各地方局）」となっている。

## テーマ曲・BGM
- アシュレイ・ティスデイル ボジティヴィティ

## ネット局
基本的に、日本テレビ系列のローカル局で放送される。日本テレビ放送網（NTV・関東広域圏）・中京テレビ放送（CTV・中京広域圏）・読売テレビ放送（ytv・近畿広域圏）および日本テレビ系列のテレビ局がない沖縄県では放送されない。また、各ブロックごとに制作幹事局が存在する（例えば、中国・四国地方は山口放送が担当）。
| エリア     | 放送対象地域     | 放送局                   | 放送日   | 放送時間      |
| ---------- | ---------------- | ------------------------ | -------- | ------------- |
| 北海道     | 北海道           | 札幌テレビ (STV)         | 毎週金曜 |               |
| 東北       | 青森県           | 青森放送 (RAB)           | 毎週火曜 | 21:54 - 22:00 |
| 東北       | 岩手県           | テレビ岩手 (TVI)         |          |               |
| 東北       | 宮城県           | ミヤギテレビ (MMT)       |          |               |
| 東北       | 秋田県           | 秋田放送 (ABS)           |          |               |
| 東北       | 山形県           | 山形放送 (YBC)           |          |               |
| 東北       | 福島県           | 福島中央テレビ (FCT)     | 毎週火曜 | 23:03 - 23:08 |
| 中部       | 山梨県           | 山梨放送 (YBS)           | 毎週日曜 | 11:25 - 11:30 |
| 中部       | 長野県           | テレビ信州 (TSB)         | 毎週土曜 | 22:54 - 23:00 |
| 中部       | 新潟県           | テレビ新潟 (TeNY)        |          |               |
| 中部       | 静岡県           | 静岡第一テレビ (SDT)     | 毎週月曜 | 21:54 - 22:00 |
| 中部       | 富山県           | 北日本放送 (KNB)         | 毎週月曜 | 09:54 - 10:00 |
| 中部       | 石川県           | テレビ金沢 (KTK)         | 毎週木曜 | 21:54 - 22:00 |
| 中部       | 福井県           | 福井放送 (FBC)           |          |               |
| 中国・四国 | 鳥取・島根県     | 日本海テレビ (NKT)       | 毎週火曜 | 21:54 - 22:00 |
| 中国・四国 | 広島県           | 広島テレビ (HTV)         |          |               |
| 中国・四国 | 山口県           | 山口放送 (KRY)           | 毎週火曜 | 21:54 - 22:00 |
| 中国・四国 | 徳島県           | 四国放送 (JRT)           | 毎週土曜 | 13:55 - 14:00 |
| 中国・四国 | 香川・岡山県     | 西日本放送 (RNC)         |          |               |
| 中国・四国 | 愛媛県           | 南海放送 (RNB)           |          |               |
| 中国・四国 | 高知県           | 高知放送 (RKC)           |          |               |
| 九州       | 福岡県（佐賀県） | 福岡放送 (FBS)           | 毎週火曜 | 21:54 - 22:00 |
| 九州       | 長崎県           | 長崎国際テレビ (NIB)     | 毎週金曜 | 22:54 - 23:00 |
| 九州       | 大分県           | テレビ大分 (TOS)         | 毎週金曜 | 22:52 - 22:57 |
| 九州       | 熊本県           | くまもと県民テレビ (KKT) | 毎週土曜 | 22:54 - 23:00 |
| 九州       | 宮崎県           | テレビ宮崎 (UMK)         | 毎週土曜 | 17:25 - 17:30 |
| 九州       | 鹿児島県         | 鹿児島読売テレビ (KYT)   | 毎週土曜 | 21:54 - 22:00 |

1. ↑  ※10月2日は、23:18 - 23:23。10月9日は、22:48 - 22:53。
2. ↑  ※最終回は、12月29日土曜日14:55 - 15:00。
3. ↑  ※11月26日は、22:48 - 22:53。
4. 1 2 3  クロスネット局
5. ↑  ※11月3日・17日・12月1日は、12:55 - 13:00。11月10日は、13:25 - 13:30。

## 全国モコジェニックコンテスト
全国モコジェニックコンテストとは、MOCOカメッ!と連動したファッションコンテストである。
特別審査員は、「日産・モコ」のCMにも出演している竹下玲奈である。

## 提供
提供は日産自動車で、CMは30秒（下記のCMの内2つ流れる）である。
提供クレジットは「日産・モコ」であるが、番組中は次の「あなたは、あなたが選んだものでできている。」シリーズのCMが流れる。
- 日産・モコ - モコを選ぶ人篇
- 日産・オッティ - オッティを選ぶ人篇
- 日産・ピノ - ピノを選ぶ人篇